# 알로브 타워
알로브 타워(아제르바이잔어: Alov Qüllələri)는 아제르바이잔 바쿠에 위치한 마천루이다. 190m인 이 건물은 사무실, 호텔, 아파트 등으로 사용되고 있다. 2007년에 건설이 시작되어 2012년에 완공되었다.

## 같이 보기
- 마천루 목록
- 아제르바이잔의 마천루 목록